# Robert Waley Cohen
Sir Robert Waley Cohen KBE (* 8. September 1877 in London; † 27. November 1952 ebenda) war britischer Chemiker der Royal Dutch Shell Company.

## Leben und Tätigkeit

### Frühere Jahre
Cohen stammt aus einer der führenden englisch-jüdischen Familien. 1901 trat er in die Shell Transport und Trading Company Ltd. der Gebrüder Marcus und Samuel Samuel ein. Er hatte zuvor einen akademischen Grad in Chemie der Universität Cambridge erworben.
Shell Transport und Royal Dutch formten 1903 die Asiatic Petroleum Company, Ltd. Die beiden Muttergesellschaften wurden Holdings und sind seit 1907 zusammengeführt, wobei Royal Dutch 60 % und Shell Transport 40 % der Anteile hält. Waley Cohen war Mitglied der kleinen Gründer-Gruppe. Ihn beschäftigte die Zusammensetzung von Petroleum und dessen Effizienz in Maschinen und er beauftragte Humphrey Owen Jones (Cambridge) mit der chemischen Untersuchung. Jones analysierte für Shell deren Rohöl aus Borneo und wies erstmals nach, dass aromatische Kohlenwasserstoffe auch in großen Mengen natürlich vorkommen. Der Wert des bis dahin als minderwertig eingestuften Benzins – Öl galt als umso besser, je schwerer es war – stieg daraufhin sofort. Weiter zeigte Jones 350 verschiedene Verbindungen in diesem Destillat.

### Erster Weltkrieg
Ab 1914 kooperierte Waley Cohen für Shell mit (Sir) Harry Ricardo, der über viele Jahre Benzin- und Dieselmotoren, zuletzt auch Gasturbinen entwickelte. Ricardo hatte Waley Cohen, der im Ersten Weltkrieg Geschäftsführer für Brennstoffadditive war, davon überzeugt, dass Explosionen eine wesentliche Eigenschaft von Benzin war, worauf er verschiedene Benzinsorten zur Testung von ihm erhielt. Als bestes erwies sich wiederum das Benzin aus Borneo-Öl, von dem zuvor hunderttausende Tonnen im Urwald verbrannt worden waren, da es nicht das bis dahin geforderte spezifische Gewicht hatte.
Der Weltkrieg führte, als Ersatz für Pferde, zunehmend zur Nutzung von Fahrzeugen mit mobilen Verbrennungsmotoren und zu entsprechend gesteigertem Ölbedarf bei den Kriegsparteien. Waley Cohen und Marcus Samuel waren als einzige Lieferanten Großbritanniens in der Lage, drei wesentliche Ölprodukte anzubieten, deren Rohstoff Shell in Niederländisch-Ostindien und Borneo förderte: Flugbenzin aus Sumatra, Toluol zur TNT-Herstellung und Borneo-Benzin mit extrem geringer Viskosität für Flotten-Operationen in arktischen Gewässern.
Da TNT in England nicht produziert werden konnte, organisierte Wesley Cohen am 30. Januar 1915 den heimlichen Abbau und Abtransport der Toluol-Raffinerie von Shell im neutralen Rotterdam. Obwohl der deutsche Nachrichtendienst informiert war, torpedierte Deutschland einen Tag zu spät das falsche Schiff (die SS Moordrecht) im Rotterdamer Hafen. Neun Wochen später war die Anlage in Portishead in Sumerset in Vollbetrieb, eine weitere wurde in Barrow-in-Furness, Lancashire dupliziert. Beide lieferten während des Krieges 80 % des von den Briten eingesetzten TNT’s. Lord Birkenhead zählte rückblickend den Gewinn der Schlacht um das Toluol als einen der drei kriegsentscheidenden Siege. Wäre das Versorgungsproblem nicht auf diese Art gelöst worden, hätte man auf die Synthese aus Butanol zurückgreifen müssen, die von Chaim Weizmann entwickelt worden war.
Von 1917 bis 1919 war Wesley Cohen Petroleum-Berater des britischen War Office. Zuvor hatte er begonnen, die Wasserballast-Tanks der Shell-Schiffe ebenfalls mit Öl zu beladen. Auf diese Weise transportierten 761 Schiffe zusätzlich 1 Mio. t Öl ins Königreich und an die Front. Weiterhin erhielt er freie Hand, britische Frachtschiffe in Tanker umzuwandeln und einzusetzen. Für Shell gestaltete sich die Kriegsversorgung zu einem profitablen Geschäft. Kurz nach dem Krieg äußerte der französische Generalkommissar für Petroleum, dass ohne Shell „der Krieg möglicherweise durch die Alliierten nicht hätte gewonnen werden können.“ Waley Cohen wurde für seinen Anteil am Kriegshergang als Knight Commander des Order of the British Empire zum Ritter geschlagen. Sein Sohn Bernard Waley Cohen stieg später mit dem Titel Baronet, of Honymead, in den erblichen Adel auf.
Die Kooperation zwischen Shell, vertreten durch Wesley Cohen, und dem Motorenentwickler Harry Ricardo führte 1919 zu hocharomatischem, hochoktanem Flugbenzin und damit zum ersten Atlantikflug eines Vickers-Vimy-Bombers durch John Alcock und Arthur Whitten Brown.

### Palästina
Waley Cohen war führend in der britisch-jüdischen Gemeinschaft aktiv. Obwohl er sich aktiv gegen die Errichtung des Staates Israel und den Zionismus wandte, beteiligte er sich an der ökonomischen Entwicklung Palästinas. Auf sein Betreiben etablierte Shell die Haifa-Öl-Raffinerie in der Nähe des Kishon. Shell beteiligte sich mit 23,75 % an zwei Ölpipelines; einer von Kirkuk nach Tripoli und einer weiteren nach Haifa, die er zusammen mit seiner Frau Alice 1935 eröffnete. Bei einem anschließenden Autounfall starb seine Frau.
Waley Cohen gründete weiter die Palestine Corporation, die verschiedene Investitionen in Palästina tätigte. Gegründet wurde die Nesher Cement Company, das King David Hotel in Jerusalem, die Diamanten-Industrie, die Union Bank (UBI), die Ihud-Versicherungsagenturen, die Palestine Salt Company, die Levant-Bonded-Warenhäuser, die Agricultural Mortgage Company und andere.